# ماثيو كوك (لاعب اتحاد الرغبي)
ماثيو كوك (بالإسبانية: Matt Cook)‏ هو لاعب اتحاد الرغبي إسباني، ولد في 17 مايو 1978 في ساينت هيلير في جيرزي.